# 35056 Cullers
35056 Cullers este un asteroid care intersectează orbita planetei Marte.

## Descriere
35056 Cullers este un asteroid care intersectează orbita planetei Marte. Asteroidul prezintă o orbită caracterizată de o semiaxă mare de 2,45 ua, o excentricitate de 0,32 și o înclinație de 23,5° în raport cu ecliptica.